# Mazeyrolles
 Mazeyrolles  (en occitano Maseiròlas) es una población y comuna francesa, situada en la región de Aquitania, departamento de Dordoña, en el distrito de Sarlat-la-Canéda y cantón de Villefranche-du-Périgord.

## Demografía
| 443 | 442 | 389 | 378 | 380 | 343 |
| Para los censos de 1962 a 1999 la población legal corresponde a la población sin duplicidades (Fuente: INSEE [Consultar]) |     |     |     |     |     |